# Bannikuppe, Kanakapura
Bannikuppe là một làng thuộc tehsil Kanakapura, huyện Ramanagara, bang Karnataka, Ấn Độ.